# Society for American Archaeology
Die Society for American Archaeology (SAA) ist eine internationale Organisation professioneller Archäologen. Die Society for American Archaeology wurde 1934 gegründet und widmet sich der Erforschung und dem Erhalt des archäologischen Erbes des amerikanischen Doppelkontinents. Heute besitzt sie mehr als 7000 Mitglieder.

## Publikationen
Die SAA veröffentlicht über die SAA Press eine Reihe verschiedener Publikationen und Bücher. Dies umfasst die vierteljährlichen Fachzeitschriften American Antiquity und Latin American Antiquity sowie das viertelmonatlich erscheinende digitale Journal Advances In Archaeological Practice und das fünfmal jährlich erscheinende Magazin The SAA Archaeological Record.